# Chamaedorea
Chamaedorea är ett släkte av enhjärtbladiga växter. Chamaedorea ingår i familjen Arecaceae.

## Bildgalleri

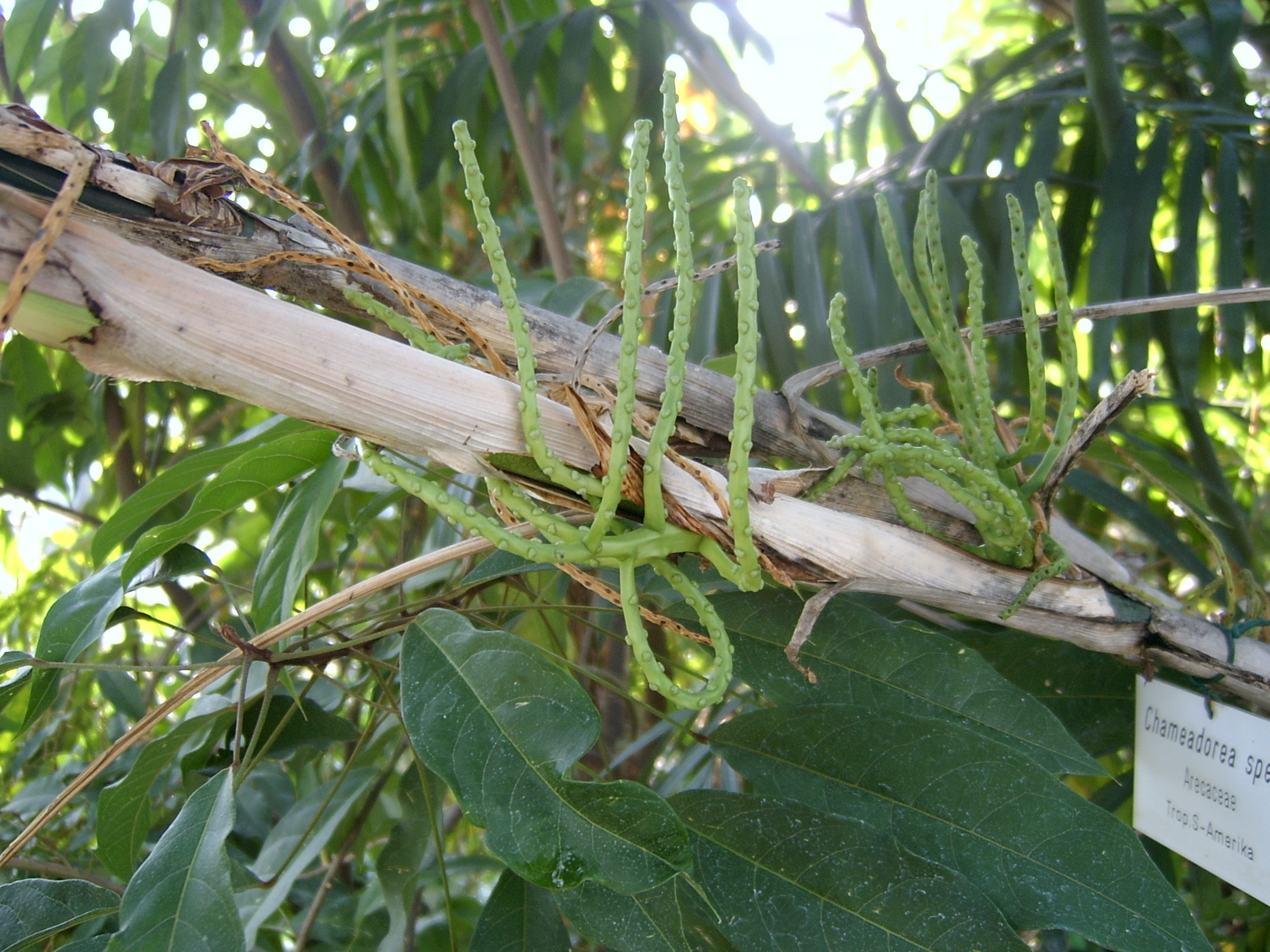

## Dottertaxa tillChamaedorea, i alfabetisk ordning[1]
- Chamaedorea adscendens
- Chamaedorea allenii
- Chamaedorea alternans
- Chamaedorea amabilis
- Chamaedorea anemophila
- Chamaedorea angustisecta
- Chamaedorea arenbergiana
- Chamaedorea atrovirens
- Chamaedorea benziei
- Chamaedorea binderi
- Chamaedorea brachyclada
- Chamaedorea brachypoda
- Chamaedorea carchensis
- Chamaedorea castillo-montii
- Chamaedorea cataractarum
- Chamaedorea christinae
- Chamaedorea correae
- Chamaedorea costaricana
- Chamaedorea crucensis
- Chamaedorea dammeriana
- Chamaedorea deckeriana
- Chamaedorea deneversiana
- Chamaedorea elatior
- Chamaedorea elegans
- Chamaedorea ernesti-augusti
- Chamaedorea falcifera
- Chamaedorea foveata
- Chamaedorea fractiflexa
- Chamaedorea fragrans
- Chamaedorea frondosa
- Chamaedorea geonomiformis
- Chamaedorea glaucifolia
- Chamaedorea graminifolia
- Chamaedorea guntheriana
- Chamaedorea hodelii
- Chamaedorea hooperiana
- Chamaedorea ibarrae
- Chamaedorea incrustata
- Chamaedorea keelerorum
- Chamaedorea klotzschiana
- Chamaedorea latisecta
- Chamaedorea lehmannii
- Chamaedorea liebmannii
- Chamaedorea linearis
- Chamaedorea lucidifrons
- Chamaedorea macrospadix
- Chamaedorea matae
- Chamaedorea metallica
- Chamaedorea microphylla
- Chamaedorea microspadix
- Chamaedorea moliniana
- Chamaedorea murriensis
- Chamaedorea nationsiana
- Chamaedorea neurochlamys
- Chamaedorea nubium
- Chamaedorea oblongata
- Chamaedorea oreophila
- Chamaedorea pachecoana
- Chamaedorea palmeriana
- Chamaedorea parvifolia
- Chamaedorea parvisecta
- Chamaedorea pauciflora
- Chamaedorea pedunculata
- Chamaedorea pinnatifrons
- Chamaedorea piscifolia
- Chamaedorea pittieri
- Chamaedorea plumosa
- Chamaedorea pochutlensis
- Chamaedorea ponderosa
- Chamaedorea pumila
- Chamaedorea pygmaea
- Chamaedorea queroana
- Chamaedorea radicalis
- Chamaedorea recurvata
- Chamaedorea rhizomatosa
- Chamaedorea ricardoi
- Chamaedorea rigida
- Chamaedorea robertii
- Chamaedorea rojasiana
- Chamaedorea rosibeliae
- Chamaedorea rossteniorum
- Chamaedorea sartorii
- Chamaedorea scheryi
- Chamaedorea schiedeana
- Chamaedorea schippii
- Chamaedorea seifrizii
- Chamaedorea selvae
- Chamaedorea serpens
- Chamaedorea simplex
- Chamaedorea skutchii
- Chamaedorea smithii
- Chamaedorea stenocarpa
- Chamaedorea stolonifera
- Chamaedorea stricta
- Chamaedorea subjectifolia
- Chamaedorea tenerrima
- Chamaedorea tepejilote
- Chamaedorea tuerckheimii
- Chamaedorea undulatifolia
- Chamaedorea warscewiczii
- Chamaedorea verapazensis
- Chamaedorea verecunda
- Chamaedorea whitelockiana
- Chamaedorea volcanensis
- Chamaedorea woodsoniana
- Chamaedorea vulgata
- Chamaedorea zamorae